# レッド・バイオリン
『レッド・バイオリン』（英: The Red Violin, 仏: Le Violon rouge, 独: Die Rote Violine, 伊: Il Violino Rosso, 中: 紅提琴）は、1998年のカナダ映画。4世紀にわたり、5つの国に受け継がれていったヴァイオリンをめぐるドラマ作品。
トロント国際映画祭上映作品。第11回東京国際映画祭最優秀芸術貢献賞、第72回アカデミー賞音楽賞受賞。

## ストーリー
現代のモントリオールで開かれたオークションで、出展されたあるヴァイオリンがひときわ注目を浴びる。そのヴァイオリンはイタリアの名工が1681年に手掛けたもので、名器として知られ、その不思議な色艶から「紅いヴァイオリン」と呼ばれていた。かつて、その魅力に心を奪われ、あるいは破滅していった多くの人々がいた。そしてこのヴァイオリンの誕生についても、知られざる秘密が隠されていた。物語は、現代と過去とが交わりつつ、ヴァイオリンがたどってきた数奇な運命を解き明かしていく。

## キャスト
クレモナ
- カルロ・チェッキ：ニコロ・ブソッティ （日本語吹き替え：糸博）
- イレーヌ・グラジオリ：アンナ・ブソッティ （日本語吹き替え：日野由利加）

ウィーン
- クリストフ・コンツェ：カスパー・ワイス （日本語吹き替え：津村まこと）
- ジャン＝リュック・ビドー：プッサン （日本語吹き替え：筈見純）

オックスフォード
- ジェイソン・フレミング：フレデリック・ポープ （日本語吹き替え：藤原啓治）
- グレタ・スカッキ：ヴィクトリア・バード （日本語吹き替え：塩田朋子）

上海市
- シルヴィア・チャン：シャン・ペイ （日本語吹き替え：伊倉一恵）

モントリオール
- サミュエル・L・ジャクソン：モリッツ （日本語吹き替え：菅生隆之）
- コルム・フィオール：競売人 （日本語吹き替え：水野龍司）
- モニーク・メルキューレ：ルルー （日本語吹き替え：火野カチコ）
- ドン・マッケラー：ウィリアムス （日本語吹き替え：鈴木正和）
- サンドラ・オー：マダム・明